# ساندي وليامز
ساندي وليامز (بالإنجليزية: Sandy Williams)‏ هو مؤلف ومخرج أمريكي، ولد في 24 أكتوبر 1906، وتوفي في 25 مارس 1991 في نيويورك في الولايات المتحدة.

## وصلات خارجية
- ساندي وليامز على موقع ميوزك برينز (الإنجليزية)
- ساندي وليامز على موقع أول ميوزيك (الإنجليزية)
- ساندي وليامز على موقع ديسكوغز (الإنجليزية)